# Tragacantha abyssinica
Tragacantha abyssinica là một loài thực vật có hoa trong họ Đậu. Loài này được (Steud. ex A. Rich.) Kuntze miêu tả khoa học đầu tiên năm 1891.